# Truinas
Truinas ist eine französische Gemeinde mit 143 Einwohnern (Stand 1. Januar 2022) im Département Drôme in der Region Auvergne-Rhône-Alpes. 

## Geografie
Die Gemeinde Truinas liegt im Südwesten des Kantons Bourdeaux, im Arrondissement Die.
Truinas hat eine Fläche von 8,64 km² und umfasste einen Teil des Val de Drôme. Ein großer Teil des Gemeindegebietes wird für die Landwirtschaft genutzt, zudem umfasst Truinas auch viele Waldflächen. Angebaut wird unter anderem Lavendel. Die Dorfsiedlung selbst liegt auf etwa 500 m, wobei sich der höchste Punkt der Gemeinde auf 937 m, an der Grenze zu Comps, befindet (Montagne de St Maurine). Das Gemeindegebiet wird vom Bächlein Rimandoule durchflossen.
Truinas liegt 4,4 Kilometer westlich von Bourdeaux, fast sechs Kilometer nördlich von Dieulefit und etwa 26 Kilometer östlich von Montélimar (Angaben in Luftlinie).

## Bevölkerungsentwicklung
| Jahr                       | 1962 | 1968 | 1975 | 1982 | 1990 | 1999 | 2006 | 2016 |
| Einwohner                  | 125  | 117  | 80   | 104  | 107  | 112  | 131  | 122  |
| Quellen: Cassini und INSEE |      |      |      |      |      |      |      |      |

## Sehenswürdigkeiten

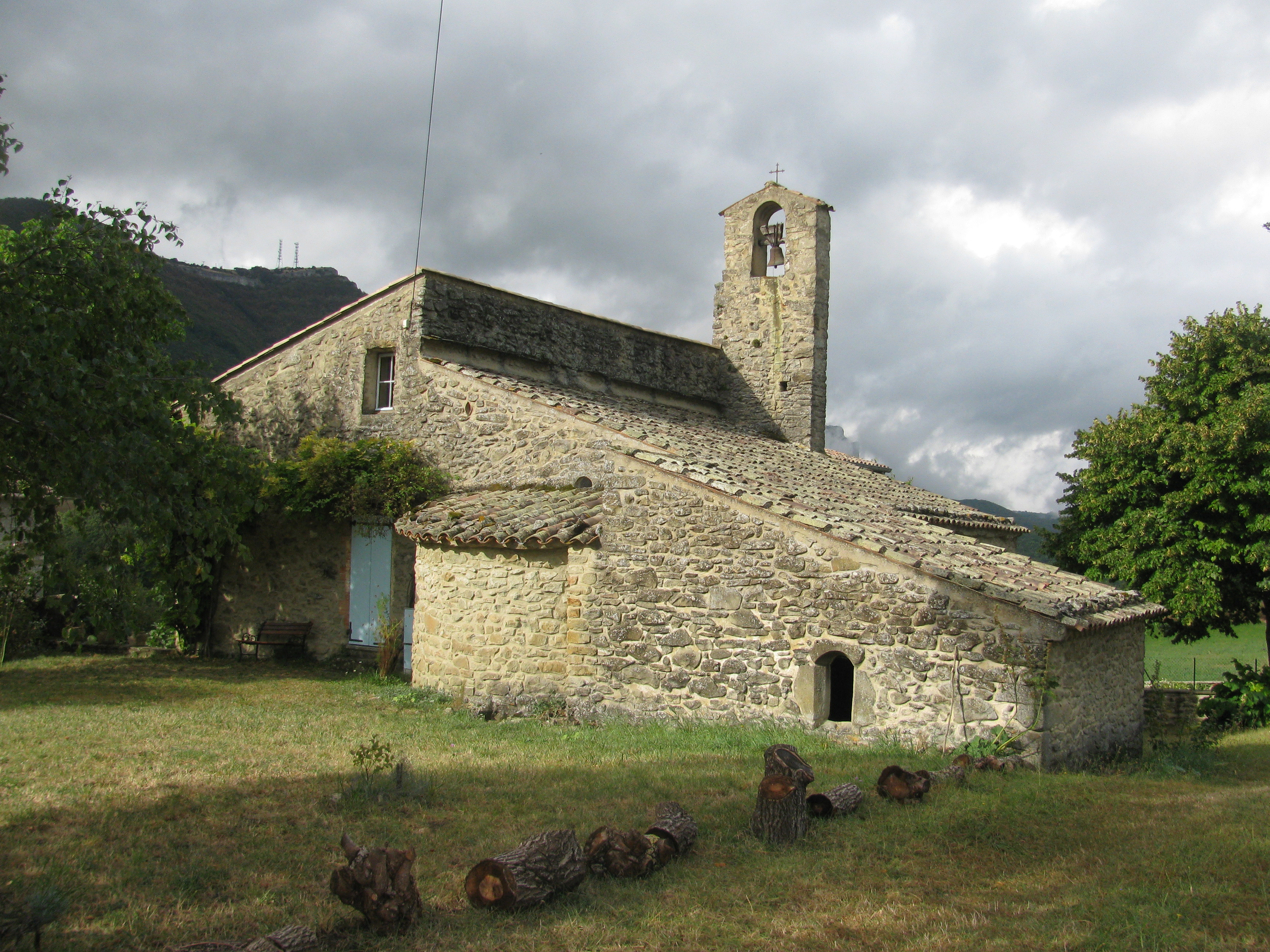
Kirche Saint-Jean-Baptiste

- Montagne de St Maurine, 937 m, mit gleichnamiger Kapelle auf dem Gipfel
- Kirche St-Jean-Baptiste, erbaut 1644

## Persönlichkeiten
- André du Bouchet (1924–2001), französischer Poet und Schriftsteller, ist in Truinas verstorben.